# 韓国道路公社
韓国道路公社（かんこくどうろこうしゃ、Korea Expressway Corporation）は韓国の高速道路を管理している国有企業である。

## 沿革
- 1969年1月17日：韓国道路公社法公布
- 1969年1月28日：韓国道路公社法施行令公布
- 1969年2月15日：韓国道路公社設立

## 業務内容
- 高速道路の新設ならびに拡張
  - 高速道路建設計画、路線設計
  - 用地取得
- 高速道路の管理
  - 道路経営
  - 道路維持管理
- 付帯施設の管理
  - サービスエリアの建設・維持管理・経営
- 高速道路管理のための情報通信事業
  - 交通管制業務
- 物流施設開発
  - 物流施設開発
  - 複合サービスエリアの開発
- 道路建設技術開発
  - 道路維持補修技術の研究

## 路線
30路線、総延長3,514 km（2009年末時点）を管理している。
- 車線数内訳
  - 片側4車線区間 354 km
  - 片側3車線区間 479 km
  - 片側2車線区間 2,528 km
  - 片側1車線区間 153 km